# Anton Weissenbacher
Anton Weissenbacher (n. 20 ianuarie 1965, în Baia Mare) este un fotbalist român, care a făcut parte din lotul echipei Steaua București, câștigând Cupa Campionilor Europeni din 1986. A părăsit România în anii '90 și s-a transferat în Germania, la echipa de ligă amatoare SV Eintracht Trier 05 unde a jucat până la finalul carierei fotbalistice. În prezent este stabilit în Germania.

## Titluri cu Steaua București
- Divizia A: 1985–86, 1986–87
- Cupa României: 1986–87
- Cupa Campionilor Europeni: 1985-86
- Supercupa Europei: 1986